# Terremoto del Val di Noto del 1693
Il terremoto del Val di Noto del 9 e dell'11 gennaio 1693 è, assieme ai terremoti del 1169 e del 1908, uno degli eventi catastrofici di maggiori dimensioni che abbiano colpito la Sicilia orientale in tempi storici. Studi recenti ipotizzano che potrebbe essersi trattato, non di un unico sisma, ma di due eventi distinti.
Per la sua magnitudo momento pari a 7,31, è considerato il terremoto più forte mai registrato nell'intero territorio italiano.. Risulta essere, tra quelli storicamente accertati, il terremoto in Italia più disastroso della storia.
L'evento sismico provocò la distruzione totale di oltre 45 centri abitati, interessando con effetti pari o superiori al XI grado MCS (scala Mercalli) una superficie di circa 5600 km² , causando un numero complessivo di circa 60.000 vittime. Fu seguito da un maremoto che colpì le coste ioniche della Sicilia e lo Stretto di Messina e, secondo alcune simulazioni, sembra abbia interessato anche le Isole Eolie.

## La sequenza temporale
(A. Mongitore, Istoria cronologica de' terremoti di Sicilia (1743))

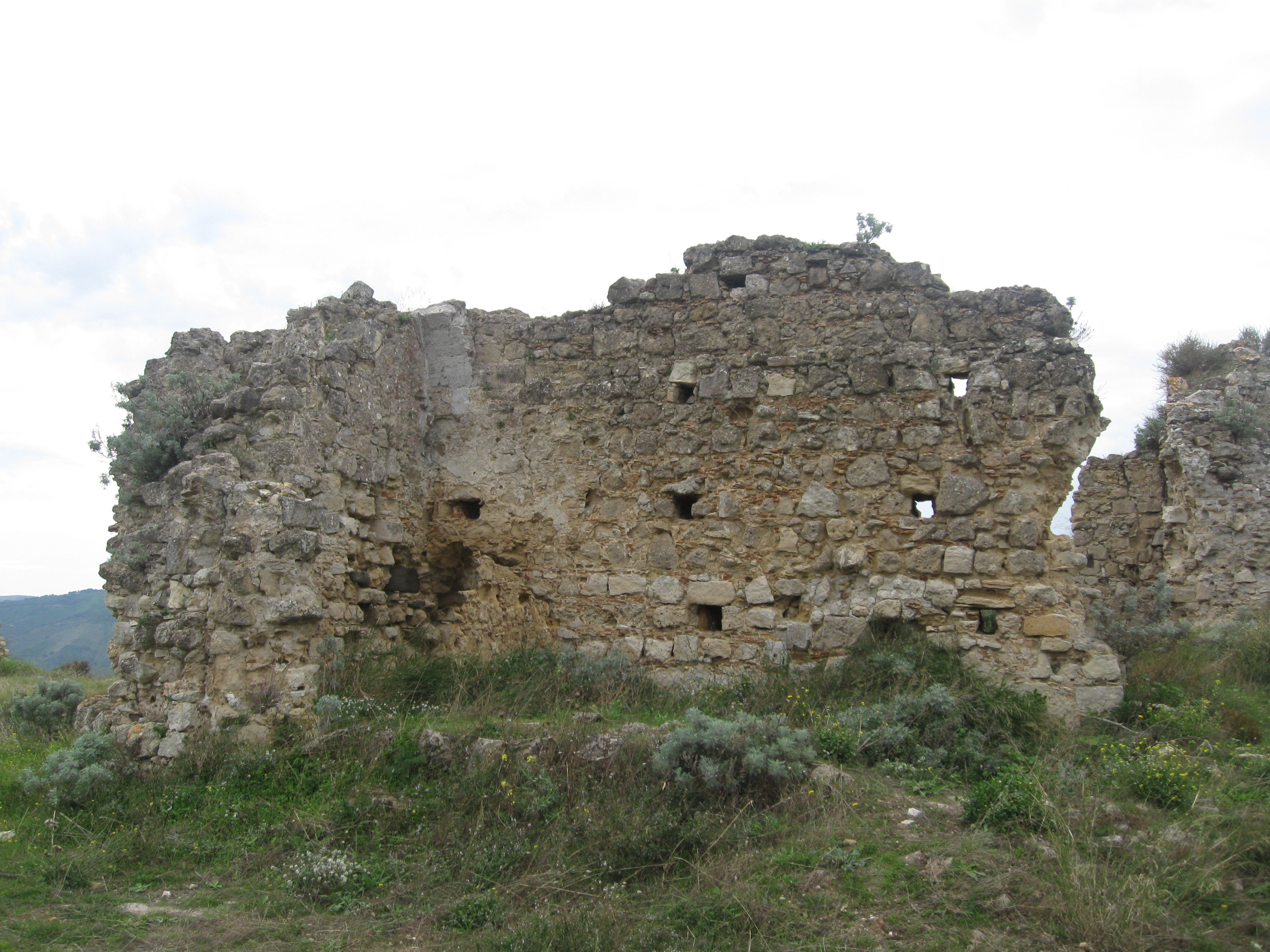
Una parte dei resti del Castello Santapau distrutto dal sisma del 1693.

La prima forte scossa (circa VIII grado MCS) della sequenza sismica che comprende questo terremoto arrivò improvvisamente la sera del venerdì 9 gennaio 1693 alle ore 21 circa con epicentro tra Melilli e Sortino. Crollarono numerosi edifici un po' dappertutto e vi furono vittime, altri edifici si lesionarono seriamente. Dato che il giorno dopo, il sabato, passò senza forti scosse, la gente si illuse che tutto fosse finito. La domenica mattina, 11 gennaio, alle ore 9 si ebbe una nuova forte scossa ed un'altra circa un'ora dopo.
Ma l'evento principale (XI grado MCS), la tremenda e distruttiva scossa di 7.3 Mw, scoccò alle 13:30 provocando la distruzione e l'innesco del successivo maremoto. Si è proposto che il secondo evento, il cui epicentro è stato identificato al largo del Porto di Catania, non facesse parte dell'evento accaduto due giorni prima, ma che si tratti di un vero e proprio secondo terremoto, che coinvolse un'ampia area della Sicilia e della Calabria, con attestazioni di effetti anche sull'isola di Malta; tuttavia l'estrema vicinanza tra i due eventi e l'assenza di dati tecnici rilevati non permettono di stabilire con precisione la natura dei due eventi.
Un testimone oculare racconta dell'evento dell'11 a Catania: "Vide che alle due mezza improvvisamente rovinò tutta la città con la morte di più di 160 persone e che durante il terremoto si era ritratto il mare di due tiri di schioppo e per la risacca conseguente aveva trascinato con sé tutte le imbarcazioni che erano ormeggiate in quell'insenatura […] State certi che non c'è penna che possa riferire una tale sciagura."
Lo sciame sismico con le scosse di assestamento, anche forti, si protrasse ancora per circa 2 anni con un numero elevatissimo di repliche (circa 1.500 eventi).

## Le distruzioni e le vittime

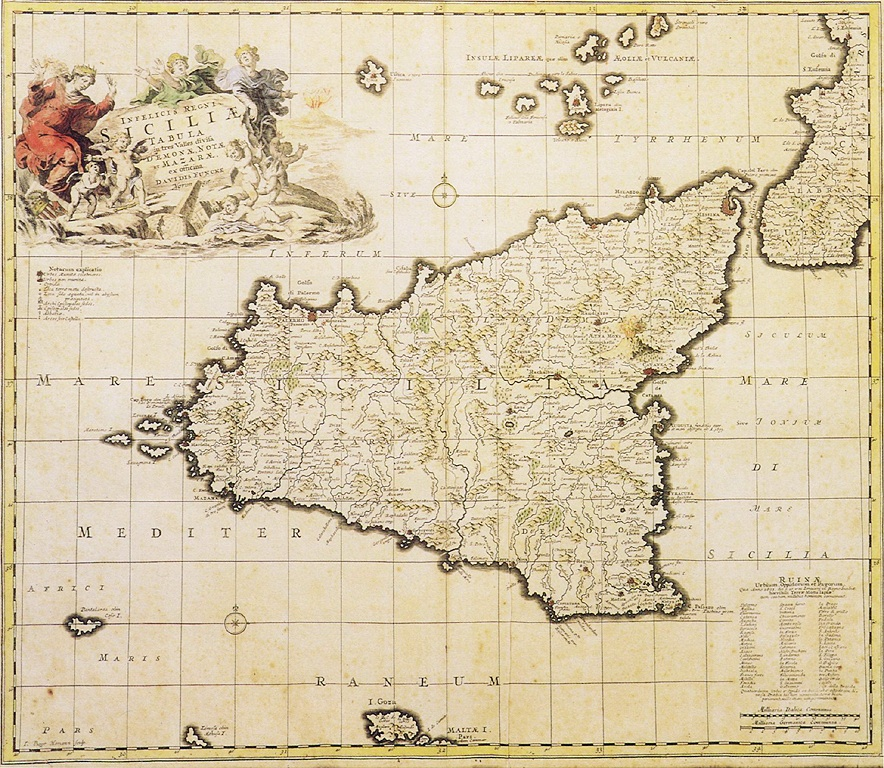
Un'antica mappa della Sicilia con le città "rouinate" dal terremoto del 1693

Secondo le fonti il numero di vittime fu molto elevato:
- a Catania morirono 16.000 persone su una popolazione di circa 20.000;
- a Modica morirono 3.400 persone su una popolazione di 18.200;
- a Ragusa morirono circa 5.000 persone su 9.950;
- a Lentini con 4.000 vittime su 10.000 abitanti;
- ad Occhiolà (l'antica Grammichele) che contava 2.910 abitanti, ne perirono il 52%;
- a Siracusa con circa 4.000 vittime su 15.339 abitanti;
- a Militello con circa 3.000 vittime su una popolazione di quasi 10.000;
- a Mineo i morti furono 1.355 su 6.723 abitanti;
- a Licodia Eubea vi furono 258 vittime censite su una popolazione di circa 4.000 abitanti;

gli altri centri ebbero dal 15% al 35% di morti rispetto alla popolazione residente, più di 1.000 le vittime a Caltagirone, anch'essa in gran parte rasa al suolo, su una popolazione di circa 20.000 persone, tranne Palazzolo Acreide e Buscemi che lamentarono la scomparsa del 41% degli abitanti.
Ma anche il Val Demona, a nord del Simeto, fu duramente colpito. Il De Burigny fa ascendere a circa duemila i morti ad Acireale, su una popolazione che il Vigo stima in 12.000 abitanti. Colpito, anche se solo marginalmente, il Messinese; antiche cronache riportano rovine nella città di Savoca dove subirono gravi danni il Castello di Pentefur e la Chiesa di San Nicolò. 
Inestimabili furono i danni per il patrimonio artistico e culturale della parte orientale dell'isola. Il vescovo Francesco Fortezza riporta che dei 64 monasteri della diocesi di Siracusa solo i 3 di Butera, Mazzarino e Terranova (oggi Gela) erano in piedi, tutti gli altri erano stati distrutti. Inoltre secondo una stima dei Senatori di Siracusa al Consiglio Supremo d'Italia a Madrid sono "rovinati e demoliti in tutto: 2 vescovadi, 700 chiese, 22 collegiate, 250 monasteri, 49 città e morte 93.000 persone.

## Le valutazioni attuali del sisma
Le caratteristiche dell'evento principale consentono di considerarlo, per molti aspetti, simile al terremoto del 1169 e suggeriscono che la struttura sismogenetica sia posta in mare, non lontano dalla costa tra Catania e Siracusa. Una indiretta conferma di questa ipotesi è fornita dal maremoto associato all'evento sismico che, anche in questo caso come nel 1169, colpì la costa ionica della Sicilia. La profondità ipocentrale stimata per l'evento principale è di circa 20 km.
Di recente sono state effettuate indagini approfondite per identificarne la sorgente; l'ipotesi odierna più accreditata è quella del sistema Ibleo-Maltese, anche sulla scorta delle evidenze dello tsunami.

## Nella cultura di massa
Va specificato, quando si parla di questo devastante evento naturale (che di fatto cambiò per sempre l'aspetto del siracusano), che esso nelle cronache universali dell'epoca ebbe pochissimo spazio (soprattutto in quelle estere), nonostante abbia causato in tutta l'area la gravissima cifra di 60.000/70.000 vittime. Il motivo del perché non arrivarono gli aiuti umanitari dall'esterno, né si percepì la gravità di quanto accaduto (a differenza, ad esempio, degli eventi quasi analoghi di Lisbona e di Reggio e Messina, che ebbero invece notevole eco e supporto) va individuato nell'isolamento politico e sociale della Sicilia del Seicento: solamente il re di Spagna e il viceré di Sicilia venivano costantemente aggiornati su ciò che capitava in questa terra. Le numerose cronache locali, e l'assenza di cronache straniere, su un evento di simile portata sono un evidente indizio di ciò.
Su esso è incentrata la leggenda di don Arcaloro, secondo la quale la mattina del 10 gennaio 1693 una strega disse al barone Arcaloro Scamaccache che l'indomani la città di Catania avrebbe "ballato senza musica", ovvero che aveva sognato Sant'Agata la quale aveva tentato di implorare il Signore di salvare la città dal terremoto, tuttavia Gesù aveva negato la grazia per punire i peccati dei catanesi. Don Arcaloro si rifugiò allora nella sua residenza di campagna, salvandosi.

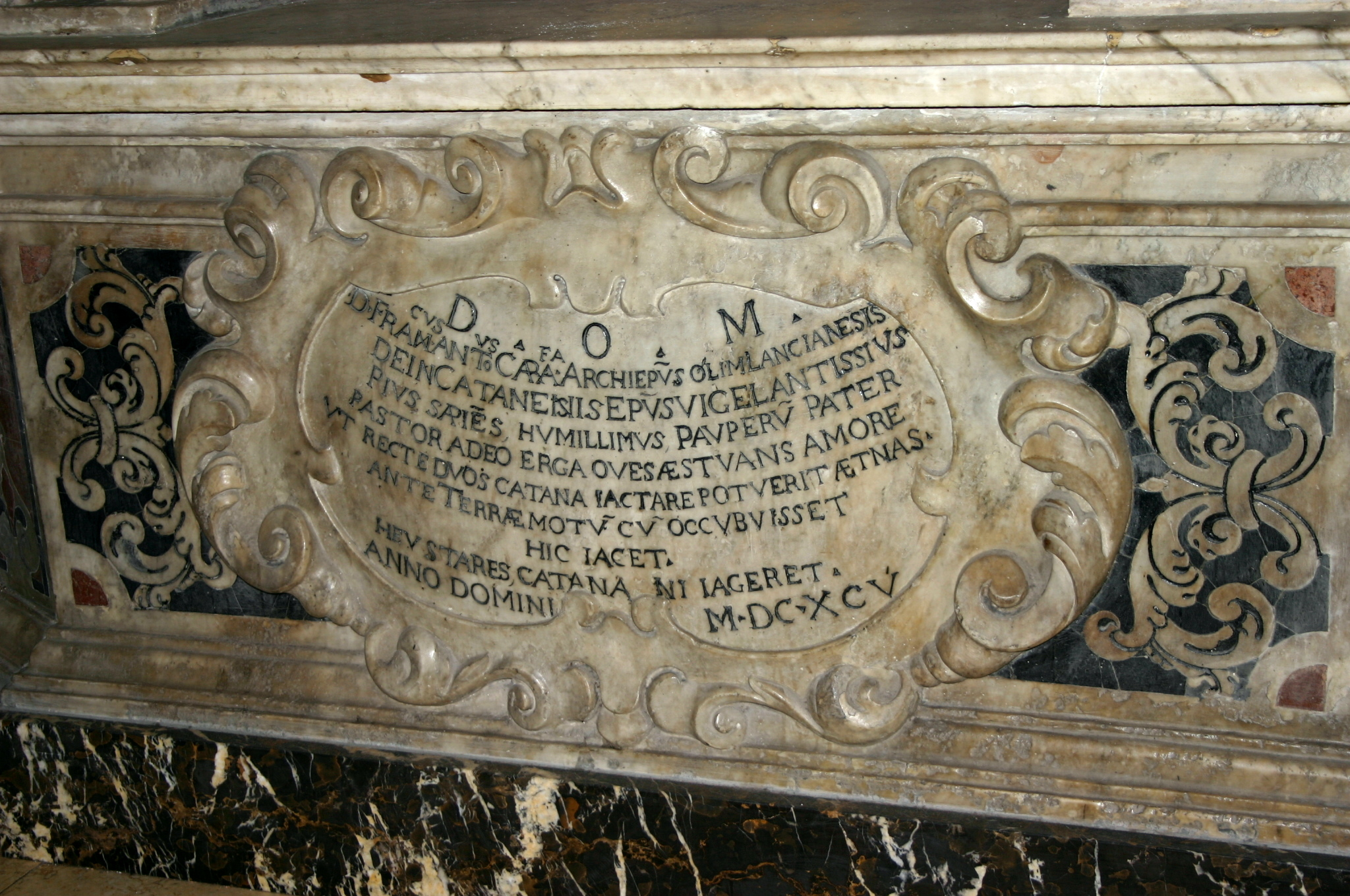
Iscrizione sulla tomba del vescovo Francesco Antonio Carafa

Un'altra leggenda è relativa a Francesco Antonio Carafa, vescovo di Catania dal 1687 al 1692, che grazie alle sue preghiere avrebbe salvato Catania dal terremoto per due volte. Tuttavia, proprio dopo la sua morte avvenuta nel 1692, nulla poté evitare il terremoto dell'anno seguente. Come indicato sull'iscrizione scolpita sulla sua tomba situata nel Duomo di Catania: 
Naro, città dell'Agrigentino, si dice, fu preservata dal terremoto e la popolazione vi riconobbe la palese protezione del suo grande Patrono San Calogero. Ogni anno si ricorda questo evento con una processione proprio l’11 gennaio.
A Vittoria, nel Ragusano, sono concentrate due leggende riguardanti il terremoto. La prima riguarda la vecchia chiesa madre di San Giovanni Battista, rimasta distrutta nel terremoto, e la statua del Santo, ritrovata decapitata tra le macerie; secondo la tradizione popolare, il Santo protesse la città dal sisma "offrendo Chiesa e Capo all'Altissimo, per liberare la sua diletta Vittoria". Un'altra parla invece di un'urna in cui i cittadini misero i nomi di tutti i Santi che si veneravano in quella zona; secondo la leggenda, il nome di San Giovanni Battista uscì tre volte, perciò fu nominato patrono della città. Ogni anno, per ricordare l'evento, che a Vittoria costò la vita a 40 bambini, e tutte le altre vittime del Val di Noto, si celebra la Festa di San Giovanni di Gennaio. In molte altre città della zona interessata dal sisma, l'11 gennaio di ogni anno si celebra la festa del Patrocinio, per ringraziare il Santo Patrono per la sua intercessione in occasione del terremoto.
Ad Aci Catena, il terremoto non risparmiò il paese, dove l'antica chiesa della Madonna della Catena cadde rovinosamente, ma restarono prodigiosamente intatti proprio l'altare con la sua icona quattrocentesca e il simulacro seicentesco; inoltre Aci Catena registrò meno di cento vittime, diversamente dai paesi vicini; il popolo riconobbe in questo la protezione della Vergine e ricostruì rapidamente la chiesa. Monsignor Salvatore Bella, dopo il Terremoto di Messina del 1908,  dedicò alla Madonna l'inno "Ci Salvò" che è stato musicato dal M° Giuseppe Monterosso (1866-1947) e da allora si canta tutti gli anni nella Festa di Ringraziamento, celebrata proprio l'11 gennaio. Questa usanza si pratica dal 1694.
Il terremoto dell'11 gennaio 1693, conosciuto anche come terremoto della Val di Noto, in realtà fu avvertito in tutta la Sicilia, anche se i danni maggiori furono rilevati nella parte orientale dell'isola. A Frazzanó, provincia di Messina, la scossa dovette essere abbastanza forte, tanto che la tradizione dice che fece crollare l'antica matrice dell'Assunta, nella zona "du CANALI" (tuttora nel quartiere Canale esiste la via "matrice vecchia") , e danneggiò il campanile della nuova matrice dell'Annunziata. I documenti d'archivio riportano che non ci furono vittime grazie all'intercessione del Patrono San Lorenzo, anche se ci furono diversi crolli di case, come testimonia la toponomastica; esiste infatti la via "quartiere rovine 11 gennaio".
Già l'anno successivo, per volere del popolo, fu istituita la festa di ringraziamento a San Lorenzo da Frazzanò che ancora oggi viene celebrata. Per tutta la giornata dell'11 gennaio viene aperto il sacello che conserva la statua del Santo, nella messa della sera si canta il Te Deum e si svolge "u pirdunu", ovvero il bacio del braccio reliquiario. Questa festa è una chiara testimonianza del legame che i Frazzanesi hanno con il loro Santo, che mai nella storia ha negato la sua protezione ai suoi concittadini.

### Fonti testimoniali e documentarie storiche
- Lettera del padre Alessandro Burgos scritta ad un suo amico, che contiene le notizie sinora avute de' danni cagionati in Sicilia da tremuoti a 9 e 11 genn. 1693, Palermo, 1693.

### Studi
- Salvatore Nicolosi, Apocalisse in Sicilia, Il terremoto del 1693, Catania, Tringale.1983.
- Stefano Condorelli, "The Reconstruction of Catania after the Earthquake of 1693", Proceedings of the Second International Congress on Construction History (Queens’ College Cambridge 2006), Exeter, Short Run Press, 2006, I, pp. 799–815.
- Stefano Condorelli, “L’economia della ricostruzione” in E. Iachello (ed.) Storia di Catania (III). La grande Catania, Catania, Domenico Sanfilippo, 2010, pp. 50-69.
- Dufour e Henri Raymond, 1693: Val di Noto. La rinascita dopo il disastro, Catania, Domenico Sanfilippo, 1994.
- Lucia Trigilia, 1693 Illiade funesta. La ricostruzione delle città del Val di Noto, Arnaldo Lombardi, Palermo, 1994.
- Livio Sirovich, Franco Pettenati, Test of Source-Parameter Inversion of the Intensities of a 54,000-Death Shock of the Seventeenth Century in Southeast Sicily, Bulletin of the Seismological Society of America, Vol. 91, 4, pp. 792-811, 2001.
- Enzo Boschi, Emanuela Guidoboni, et al, Catania terremoti e lave - dal mondo antico alla fine del Novecento, Bologna, Editrice Compositori, 2001, ISBN 88-7794-267-3.
- Giuseppe Giarrizzo, Lopresti, Maiorca, Sciacca, Distefano, Sanfilippo, Balsamo, Giliberti, Selvaggio, Cosentino,, La Sicilia- Dossier:300 anni dopo, Catania, Mario Ciancio Editore, 1993.